# دریاچه دویران
دریاچه دویران (به لاتین: Doiran Lake) یک دریاچه در یونان است که در مقدونیه (یونان) واقع شده‌است.